# Hulstina aridata
Hulstina aridata är en fjärilsart som beskrevs av Barnes och Benjamin 1929. Hulstina aridata ingår i släktet Hulstina och familjen mätare. Inga underarter finns listade i Catalogue of Life.